# Douane-unie

Overzicht van douane-unies wereldwijd.

Een douane-unie, ookwel tolverbond genoemd, is een geïntegreerde economische samenwerking tussen staten die wordt gekenmerkt door een vrij verkeer van goederen, een uniforme handelspolitiek ten opzichte van derde landen en deling van de opbrengsten van de geheven rechten bij invoer. Deze afspraak tussen staten brengt een uniform in- en uitvoertarief ten opzichte van andere landen met zich mee. Van import- en exporttarieven voor goederen tussen de bij de unie aangesloten staten is geen sprake meer. Een douane-unie kan worden gezien als de tweede stap in economische integratie. Verder gaand dan een vrijhandelszone maar minder vergaand dan een gemeenschappelijke markt.

## Voorbeelden van douane-unies

Het Europese Douanegebied.

- Belgisch-Luxemburgse Economische Unie
- Benelux: België, Nederland en Luxemburg
- Douanegebied van de Gemeenschap (Europese Unie) (zie ook: douanewetgeving). Wat het stadium van economische integratie betreft, bevindt de EG zich overigens reeds in het stadium van een Economische en Monetaire Unie. Het stadium van een gemeenschappelijke markt behoort daar ook toe.
  - Turkije en de Europese Unie hebben een douane-unie, al maakt Turkije geen deel uit van het Douanegebied.
  - Ook Andorra en de Europese Unie hebben sinds 1990 een douane-unie.
  - De Europese Vrijhandelsassociatie (EVA) en de Europese Unie hebben een douane-unie, al maakt de EVA geen deel uit van het Douanegebied.
- Zwitsers Douanegebied: Zwitserland (behalve enige exclaves), Liechtenstein en enkele Duitse en Italiaanse enclaves.
- Mercosur: Brazilië, Argentinië, Uruguay, Paraguay en Venezuela met Bolivia, Chili, Peru en Mexico als geassocieerde leden.
- Douane-unie van Zuidelijk Afrika (SACU): Zuid-Afrika, Botswana, Lesotho, Namibië en Swaziland.
- West-Afrikaanse Economische en Monetaire Unie (UEMOA): Benin, Burkina Faso, Ivoorkust, Guinee-Bissau, Mali, Niger, Senegal en Togo
- Economische en Monetaire Gemeenschap van Centraal-Afrika (CEMAC): Kameroen, Centraal-Afrikaanse Republiek, Tsjaad, Congo-Brazzaville, Equatoriaal-Guinea en Gabon
- Economische en Monetaire gemeenschap van 15 West-Afrikaanse landen (CEDEAO of ECOWAS)

## Voorbeelden van historische douane-unies
- Zollverein (1834-1919): de douane-unie tussen Duitse staten.
- Republiek der Nederlanden